# ماكسيميليان ديتز
ماكسيميليان ديتز (بالإنجليزية: Maximilian Dietz؛ بالألمانية: Maximilian Dietz) هو لاعب كرة قدم ألماني وأمريكي، ولد في 9 فبراير 2002.